# Glypta momoii
Glypta momoii är en stekelart som beskrevs av Kuslitzky 2007. Glypta momoii ingår i släktet Glypta och familjen brokparasitsteklar. Inga underarter finns listade i Catalogue of Life.